# (1124) Stroobantia
(1124) Stroobantia es el asteroide número 1124, en el cinturón principal. Fue descubierto por el astrónomo Eugène Joseph Delporte desde el observatorio de Uccle, el 6 de octubre de 1928. Su designación alternativa es 1928 TB. Está nombrado en honor del astrónomo belga Paul Stroobant (1868-1936).

## Características orbitales
Stroobantia está situado a una distancia media del Sol de 2,926 ua, pudiendo alejarse hasta 3,022 ua. Tiene una inclinación orbital de 7,787° y una excentricidad de 0,03265. Emplea 1828 días en completar una órbita alrededor del Sol.